# Історія освоєння мінеральних ресурсів Замбії
Історія освоєння мінеральних ресурсів Замбії
Мідноносний пояс Центральної Африки, що простягається через Заїр (Демократична Республіка Конго (ДРК, Конго-Кіншаса), Замбію та Республіку Конго (Конго-Браззавіль), зумовив масштабну розробку родовищ міді й поліметалів. Європейці почали геологічні дослідження наприкінці XIX ст., а розробляти надра Центральної Африки — в першій чверті XX ст.
В межах мідноносної провінції відомо 150 родовищ, найбільші — Нчанга, Муфуліра, Нкана, Рон-Антелоп (Замбія), Мусоноі, Камото, Колвезі (Заїр). Середній вміст міді 3-4%, на деяких покладах до 9%. Тут також зосереджено «рідкіснометалічне серце Африки» (північний схід Заїру): руди тантало-ніобатів, берилію, літію та інших. На шельфі Конго — родовища нафти і газу.
До кінця колоніального періоду європейські компанії контролювали практично всю добувну галузь. Серед найпотужніших з них можна виділити такі: бельгійська «Сосьєте женераль», яка через свою дочірню компанію «ЮМОК» володіла на правах концесії територією площею в 33,7 тис. кв. км, де були зосереджені найбагатші родовища корисних копалин (мідь, золото, алмази, свинець, цинк); «GEKAMINES» (США, Велика Британія, Франція), яка виробляла в 80-х роках до 450 тис. т міді щорічно; «SODIMIZA» (Японія), «Zambia Consolidated Cooper Mines» та ін. У 1966 р. уряди центральноафриканських країн націоналізували власність багатьох компаній, в т.ч. і «ЮМОК». Для контролю над видобутком, виплавкою і продажем міді та інших корисних копалин були створені державні гірничодобувні корпорації, які згодом передали значну частину видобутку ефективнішим західним компаніям. На рентабельність корисних копалин Центральної Африки значно впливає складність транспортування до портових міст.
Сучасна гірнича промисловість Замбії включає мідно- та кобальтодобувні і переробні підприємства. Основу економіки Замбії складає видобуток мідної руди і виплавка міді, яка йде на експорт (приносить до 90% валютних надходжень і 75% державних прибутків). Тому країна повністю залежить від рівня світових цін на мідь. Кобальт отримують попутно при збагаченні мідної руди. Мідні рудники розташовані на півночі центральної частини країни, поблизу кордону з Демократичною Республікою Конго, у т.зв. Мідному поясі. Вугілля на території 3амбії почали добувати з 1964 р. Розробляється родовище Маамба поблизу оз. Кариба, за 360 км від м. Лусака. Видобуток ведеться підземним і відкритим способом. Крім того, видобувають поліметалічні руди, з яких вилучають свинець і цинк («Брокен-Гілл» на родовищі Кабве), і попутно срібло, селен, кадмій. У невеликих кількостях добувають золото, дорогоцінні і напівдорогоцінні камені, нерудні будівельні матеріали, гіпс, пірит, флюрит і інш. Планується розробка фосфатних руд на родовищі Калуве.